# 徐吉春
徐吉春（英語：Mourice Hsu，1961年9月12日—），臺灣教育界人物，現任臺中市立居仁國民中學校長，曾任臺中市立北新國民中學校長。

## 生平
徐吉春出生於澎湖縣望安鄉，國中畢業時保送臺南師範專科學校。從師專畢業後返鄉教書一段時間便辭職，前往國立臺灣師範大學教育系進修。
2002年，徐吉春任教於臺中市立四張犁國民中學，依序擔任教師到教務主任再成為代理校長。其後於2011年8月接任臺中市立北新國民中學校長，上任後著重「生活教育」，並極力發展科技教育。2017年獲得校長領導卓越奬，隔年榮獲臺中市師鐸獎、教育部師鐸獎以及教學卓越獎等獎項。
2019年8月，徐吉春調任臺中市立居仁國民中學。2020年榮獲國立臺灣師範大學教育學院「百大亮點校友」。

## 辦學理念
徐吉春認為每個孩子皆可成才，使北新國中在2017年起保持「零中輟、零春暉」的優良紀錄。在升學方面，推行「減C大作戰」，與學生約定如果班級模擬考或國中教育會考達成「零5C」就招待全班看电影以示獎勵。這項活動往後每年都會舉辦，並在新校長接任後仍然繼續維持，以激勵學生考出好成績。

校務執行方面推行「幸運草課程」及「泳閱機極 奔向世界」的理念。「幸運草課程」分為：健康積極、探索成長、關懷服務、創新卓越四大主題；「泳閱機極」是指游泳課程、幸福閱讀、机器人教育、極致潛能等多元教學，讓學生能多方探索自我，受到各方肯定。

徐吉春於北新國中任職期間陸續完成老舊校舍拆遷和PU跑道整修工程，並設立「雅心書軒」、「半畝方塘」、「活水書堂」及「藝文坊」等教學環境。
徐吉春十分崇拜黃仁勳和他的ai技術,他在2025年於居仁國中宣布2025年為ai元年，並舉辦數場演講。

## 軼事
- 徐吉春十分推崇孔子的教育精神，將其視為典範。他喜歡收集各式各樣的孔子像，每一尊都讓他愛不釋手。「從孔子身上，我看到因材施教與有教無類的精神，這也成為我三十多年來的人生座右銘。」，徐吉春一路走來用愛與關懷教導學生、不放棄每個孩子，使他成為名副其實的「孔子校長」[12][13]。
- 徐吉春擁有一套特別訂製的博士禮服，在主持畢業典禮時總是穿著這套代表最高學術象徵的禮服隆重出席，以表示對典禮的重視。